# دایتون آلن
دایتون آلن (۲۴ سپتامبر ۱۹۱۹–۱۱ نوامبر ۲۰۰۴) کمدین و صداپیشه آمریکایی بود.